# Greklandssten
Greklandssten är en typ av runsten som nämner en färd till Grekland, eller är rest efter en så kallad greklandsfarare. Med Grekland menades under vikingatiden hela Bysantinska riket, dvs östra medelhavet och främst nuvarande Turkiet, och områdena norr om Svarta havet.
Oftast rör det sig om en inskrift där personen som minnesmärket är tillägnad dött i Grekland, eller efter någon som fått tillnamnet "greklandsfararen". Ett sådant exempel är runsten U 956, som Stenhild reste till minne efter sin make Vidbjörn, greklandsfararen.